# Судан на Паралимпийских играх
Судан на Паралимпийских играх впервые принял участие в 1980 году на летних Играх в Арнеме, и с тех пор до настоящего времени принимал участие ещё лишь на одних летних Играх, в 2004 в Афинах. На зимних Играх делегация Судана не участвовала ни разу.
На настоящее время спортсмены Судана завоевали на всех Играх в сумме 1 медаль, из них 1 золотую.

## Медальный зачёт

### Медали летних Паралимпийских игр
| Игры       | Золото         | Серебро        | Бронза         | Всего          | Место          |
| ---------- | -------------- | -------------- | -------------- | -------------- | -------------- |
| 1980 Арнем | 1              | 0              | 0              | 1              | 33             |
| 1984—2000  | не участвовали | не участвовали | не участвовали | не участвовали | не участвовали |
| 2004 Афины | 0              | 0              | 0              | 0              | —              |
| 2008—н. в. | не участвовали | не участвовали | не участвовали | не участвовали | не участвовали |
| Итого      | 1              | 0              | 0              | 1              |                |